# Trio per a piano (Chopin)

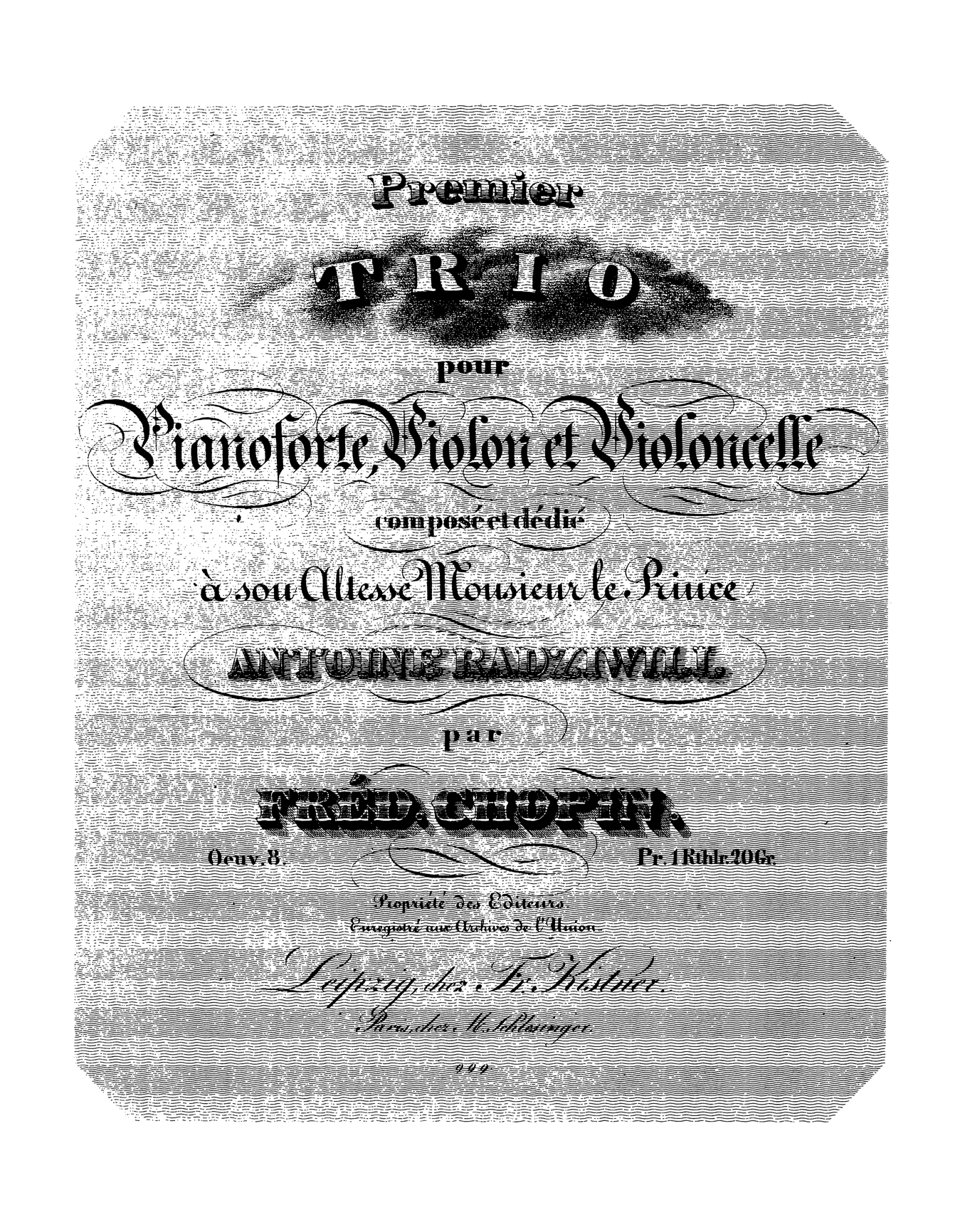
Portada del Trio per a piano en sol menor (Chopin) en la primera edició a Leipzig el 1833.

El Trio per a piano, violí i violoncel, op. 8, en sol menor, és una composició de Frédéric Chopin dedicada a Antoni Radziwiłł. L'obra s'ha convertit en una peça habitual dins el repertori del trio per a piano. En una carta al seu amic Tytus Woyciechowski, amb data a 31 d'agost de 1830, Chopin s'especula si hauria fet millor escrivint la línia de violí per a viola, en la creença que el timbre de la viola "empastaria millor amb el cel·lo".
Tot fa pensar que Chopin va escriure les últimes notes a la partitura del Trio per a piano durant la primavera de 1829. El trio és una composició d'un pes considerable, i en alguns aspectes és similar a la Sonata per a piano núm. 1 en do menor. És una estructura de sonata, però tenint present els diferents protagonistes: el piano acompanyat pel violí i el violoncel. És un disseny d'un caràcter dramàtic; no es tracta d'un drama musical en quatre actes, sinó un drama con lieto fine: amb un final que és generalment alegre, però no exempta d'una certa malenconia. Aquest caràcter envaeix l'obra també per la tonalitat principal: sol menor, la mateixa tonalitat que omple d'un aire malenconiós l'extraordinària Simfonia núm. 40 de Mozart.
La rebuda fou molt bona. L'entusiasme innat de Robert Schumann amb algunes de les obres de Chopin, i en concret aquesta, el va portar a preguntar-se: "No és tan noble com un podria imaginar? Tan somiadora com allò que qualsevol poeta ha cantat alguna vegada?" Fins i tot Rellstab, un crític dur de la música de Chopin, va rebre aquest obra amb una opinió excepcionalment positiva. D'altra banda, Marceli Antoni Szulc va acabar la seva crítica amb la frase: "Una obra que es distingeix en tots els aspectes".
Té una estructura de quatre moviments:
- Allegro con fuoco
- Scherzo
- Adagio sostenuto
- Finale: Allegretto

Una interpretació típica dura aproximadament 25 minuts.